# Języki łużyckie
     Zachodniolechickie (Połabskie)
     Serbołużyckie

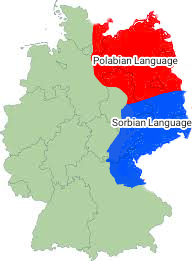
Zasięg języków słowiańskich z ok. VIII wieku na terenie dzisiejszych Niemiec
Zachodniolechickie (Połabskie)
Serbołużyckie

Języki łużyckie – grupa obejmująca dwa blisko spokrewnione języki zachodniosłowiańskie: górnołużycki i dolnołużycki.
Używane są one przez Łużyczan (łącznie ok. 150 tys. osób, większość z nich posługuje się jednak wyłącznie językiem niemieckim) na terenie Łużyc we wschodnich Niemczech. Obydwa języki łużyckie są zagrożone wymarciem (przede wszystkim dolnołużycki, którego liczbę aktywnych użytkowników szacuje się na kilka tysięcy, i którym na co dzień posługuje się w zasadzie tylko najstarsza generacja, podczas gdy górnołużyckiego używa ok. 55 tys. osób). Dolnołużycki jest bardziej zbliżony do polskiego, a górnołużycki do czeskiego i słowackiego. W obydwu językach zachowała się gramatyczna liczba podwójna. Polskim głoskom ć dź, w dolnołużycczyźnie odpowiadają  ś, ź (por. być – byś, dzieci – źiśi), a grupom spółgłosek tr i pr oddpowiadają tš, pś i pš (por. prawy – pšawy, straszny – tšašny).
Na Łużycach wytworzył się także pośredni język pomiędzy jęz. niemieckim a dolnołużyckim – ponaschemu.

## Historia
Po zasiedleniu dawnych germańskich terytoriów przez Słowian, w tym przodków Łużyczan, w V i VI stuleciach, prekursor języków łużyckich zacząć być używany na terenie odpowiadającym południowej części Niemiec Wschodnich przez następne kilka stuleci. Północna część tego terytorium była natomiast zasiedlona przez Połabian.
Pochodzenie i dokładna klasyfikacja języków łużyckich nie jest znana. Niektórzy lingwiści twierdzą, że są pośrednie między lechickimi i innymi zachodniosłowiańskimi; inni zaś, jak np. Heinz Schuster-Šewc, twierdzą, iż stanowią własną gałąź języków słowiańskich o mieszance cech lechickich i południowosłowiańskich. Według niego, „współczesna łużycczyzna to jest to co pozostało po dawnym, bardziej rozległym obszarze dialektów łużyckich, leżącym pomiędzy rzekami Łabą/Soławą na zachodzie i Bobrem/Kwisą na wschodzie”.
Poza swoim obecnym obszarem języki łużyckie zostały zastąpione przez język niemiecki, chociaż wpłynęły m.in. na wiele toponimów (np. Leipzig ← Lipsk ← lipa). W XIII wieku język łużycki oficjalnie zakazano.
W 1595 r. wydano pierwsze górnołużyckie tłumaczenie „Małego Katechizmu”, wraz z książką „Pouczenie, Jak Litery Języka Wendzkiego się Używa i Wymawia” napisaną przez Wacława Waricha.

## Pisownia

### Alfabet dolnołużycki
| A a | B b | C c | Č č | ć     | D d | E e |
| ě   | F f | G g | H h | Ch ch | I i | J j |
| K k | Ł ł | L l | M m | N n   | ń   | O o |
| P p | R r | ŕ   | S s | Š š   | Ś ś | T t |
| U u | W w | Y y | Z z | Ž ž   | Ź ź |     |

### Alfabet górnołużycki
| A a | B b | C c | Č č   | Ć ć | D d   | Dź dź |
| E e | ě   | F f | G g   | H h | Ch ch | I i   |
| J j | K k | Ł ł | L l   | M m | N n   | ń     |
| O o | ó   | P p | (Q q) | R r | ř     | S s   |
| Š š | T t | U u | (V v) | W w | (X x) | (Y) y |
| Z z | Ž ž |     |       |     |       |       |

Uwaga: W nowszej wersji „ć” znajduje się po „č”. Do 2005 można spotkać „ć” w alfabecie po „t”. Warto zwrócić uwagę, że w odróżnieniu od języka polskiego litera „l” następuje po „ł”, nie odwrotnie.
| polski   | dolnołużycki | górnołużycki | czeski | słowacki | rosyjski             | połabski drzewiański | kaszubski |
| -------- | ------------ | ------------ | ------ | -------- | -------------------- | -------------------- | --------- |
| człowiek | cłowjek      | čłowjek      | člověk | človek   | человек [czieławiék] | clåvăk               | człowiek  |
| wieczór  | wjacor       | wječor       | večer  | večer    | вечер [wiéczier]     | vicer                | wieczór   |
| brat     | bratš        | bratr        | bratr  | brat     | брат [brat]          | brot                 | brat      |
| dzień    | źeń          | dźeń         | den    | deň      | день [dień]          | dan                  | dzéń      |
| ręka     | ruka         | ruka         | ruka   | ruka     | рука [ruká]          | rǫkă                 | rãka      |
| jesień   | nazymje      | nazyma       | podzim | jeseň    | осень [ósień]        | preńă zaimă, jisin   | jeséń     |
| śnieg    | sněg         | sněh         | sníh   | sneh     | снег [snieg]         | sneg                 | snég      |
| lato     | lěśe         | lěćo         | léto   | leto     | лето [liéta]         | ľotü                 | lato      |
| siostra  | sotša        | sotra        | sestra | sestra   | сестра [siestrá]     | sestră               | sostra    |
| ryba     | ryba         | ryba         | ryba   | ryba     | рыба [rýba]          | råibo                | rëba      |
| ogień    | wogeń        | woheń        | oheň   | oheň     | огонь [agóń]         | wiďėn                | òdżiń     |
| woda     | woda         | woda         | voda   | voda     | вода [wadá]          | wådă                 | łeda      |
| wiatr    | wětš         | wětřik, wětr | vítr   | vietor   | ветер [wiétier]      | v́otĕr                | wiater    |
| zima     | zymje        | zyma         | zima   | zima     | зима [zimá]          | zaimă                | zëma      |

## Galeria

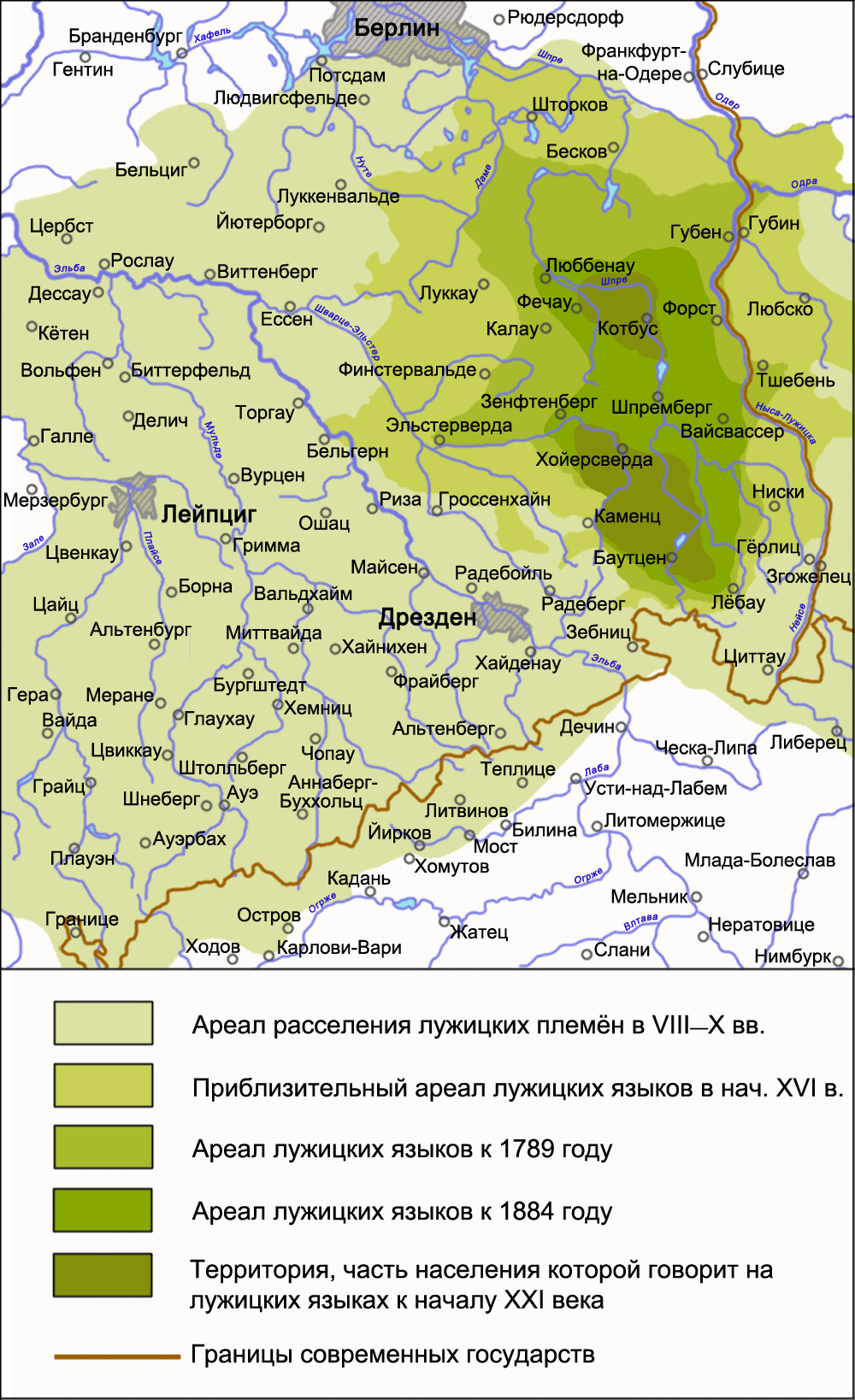
Mapa obrazująca zmniejszanie się zasięgu języków łużyckich
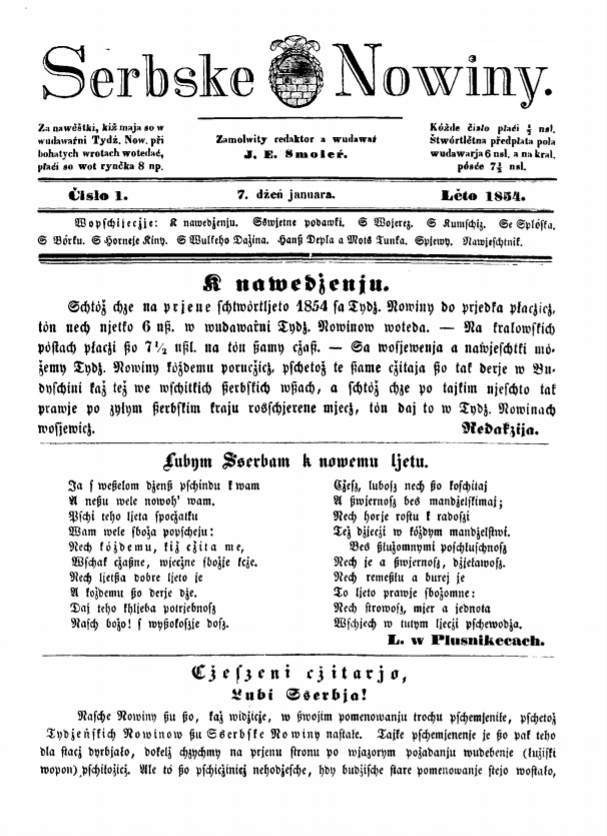
Gazeta górnołużycka "Serbske Nowiny" z 1854 roku
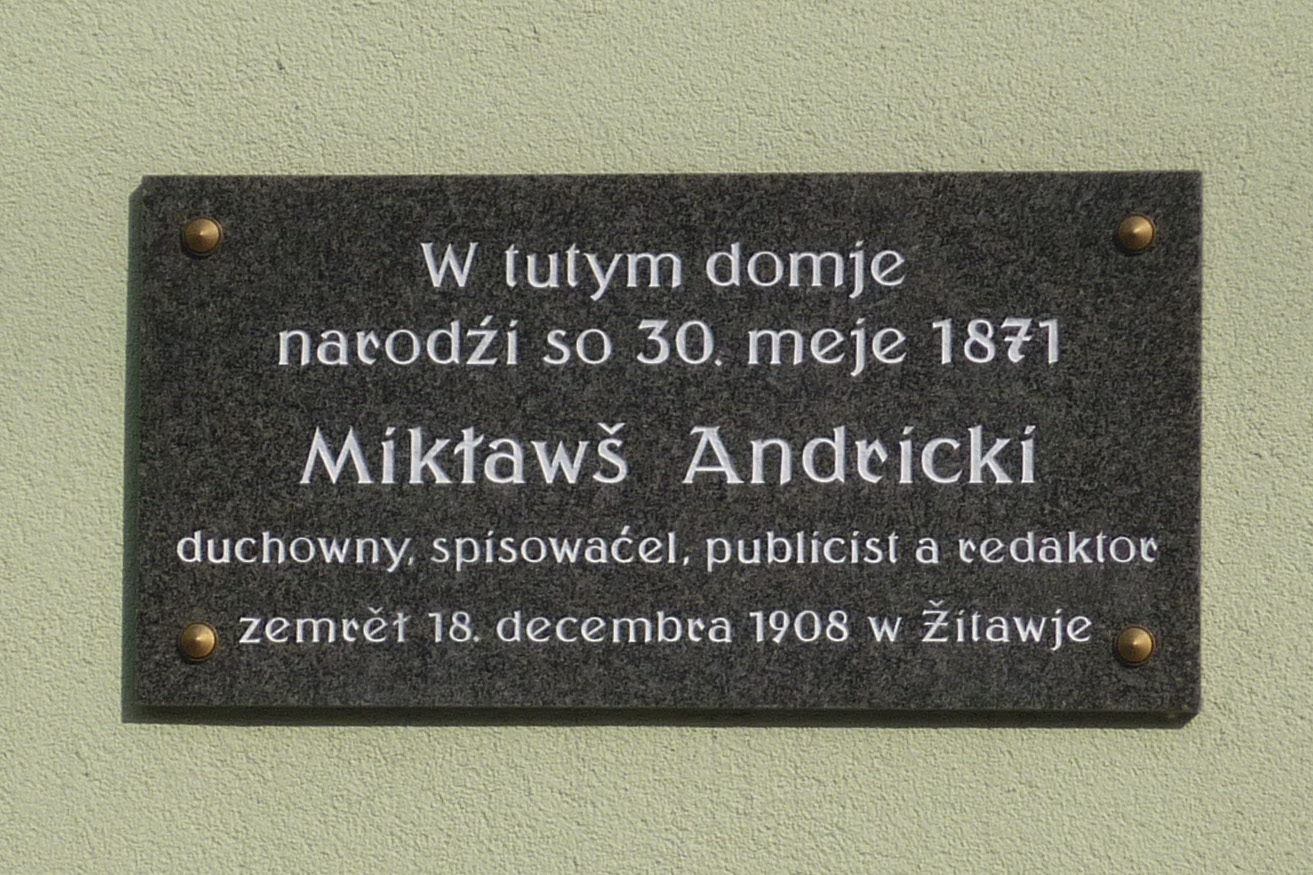
Tablica pamiątkowa ku czci Andrickiego w Panschwitz-Kuckau w języku górnołużyckim
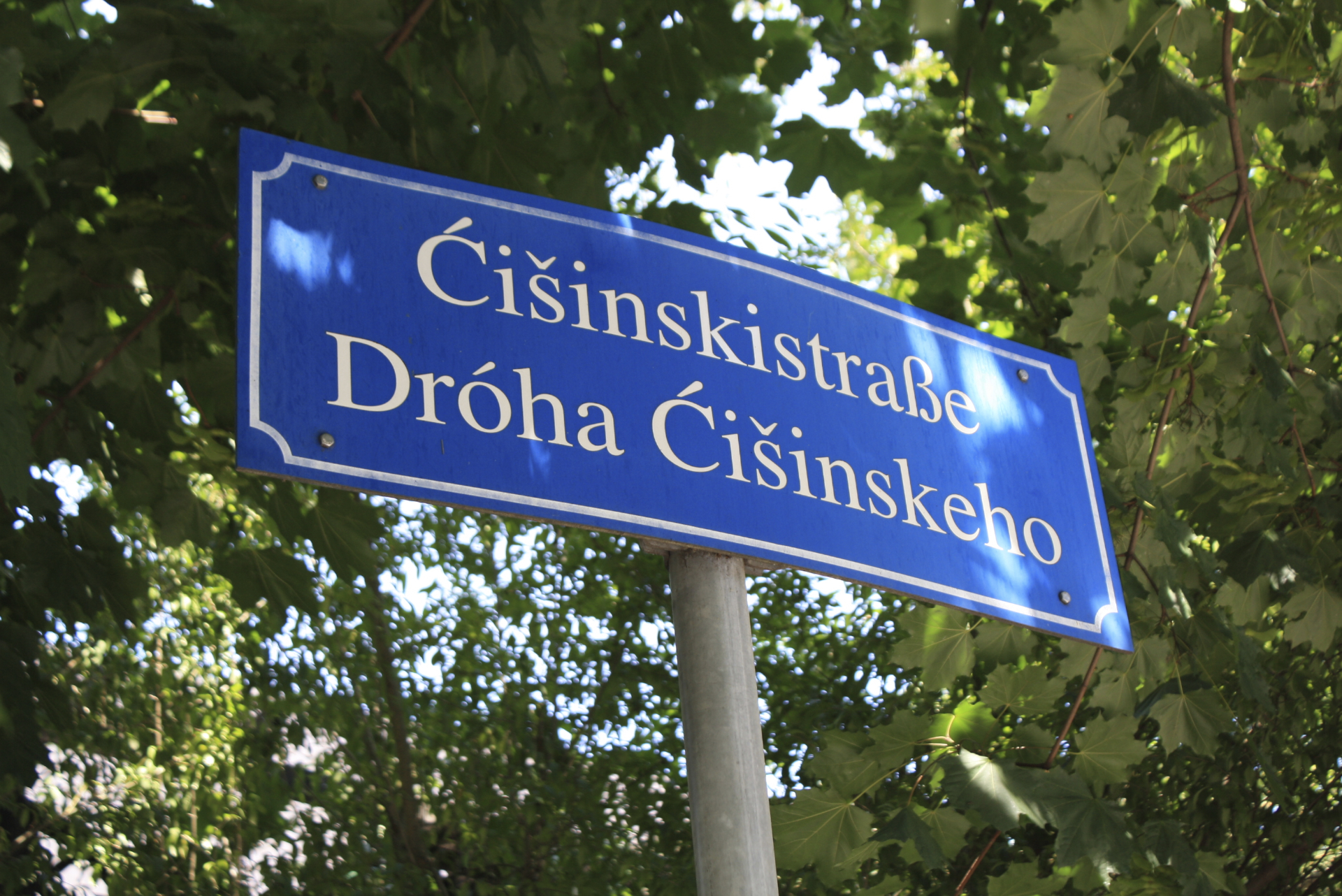
Dwujęzyczna tabliczka z nazwą ulicy Ćišinskiego w Panschwitz-Kuckau w językach niemieckim i górnołużyckim
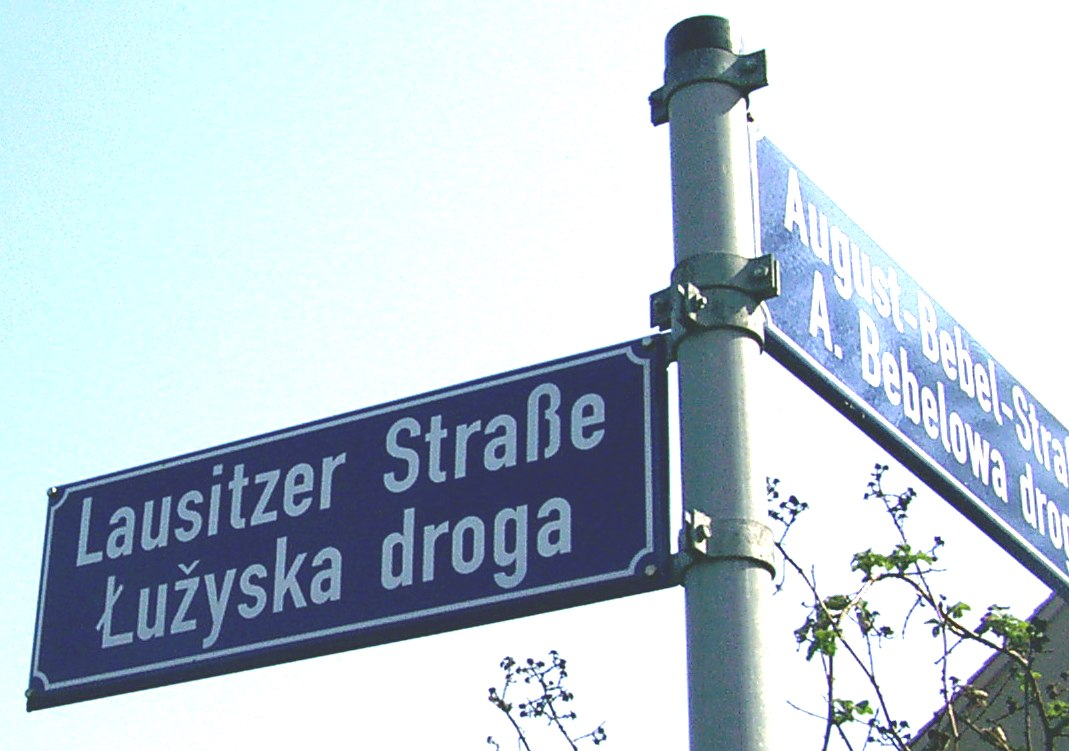
Dwujęzyczna tabliczka z nazwą ulicy w Chociebużu w językach niemieckim i dolnołużyckim
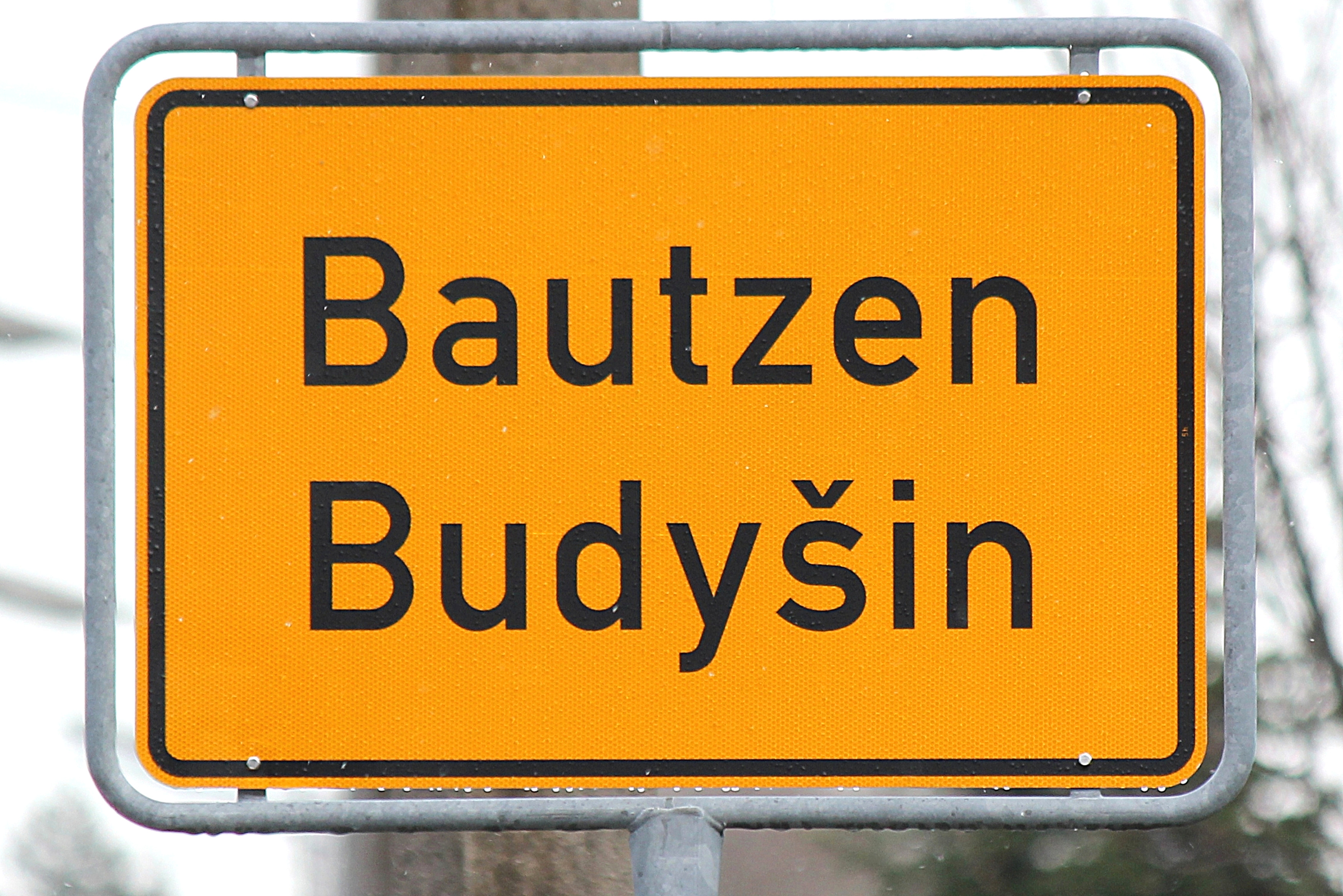
Dwujęzyczna tablica z nazwą miasta w Budziszynie